# Гутионтов, Павел Семёнович
Гутионтов Павел Семёнович (род. 23 января 1953 г.) — советский и российский журналист, писатель, публицист, секретарь Союза журналистов России, председатель Комитета по защите свободы слова и прав журналистов[прояснить]. Лауреат премии Союза журналистов Москвы (1977 г.). лауреат премии Золотое перо России (2001 г.). Автор более тысячи публицистических статей в периодических изданиях и сборниках и нескольких книг.